# 2-Stunden-Rennen von Fuji 2015

Streckenlayout

Das 2-Stunden-Rennen von Fuji 2015, auch 2 Hours of Fuji, Fuji Speedway, fand am 10. Oktober auf dem Fuji Speedway statt und war der erste Wertungslauf der Asian Le Mans Series dieses Jahres.

## Rennen
Der Wagen mit der Startnummer #8 von Race Performance konnte sich trotz der Pole-Position nur knapp durchsetzen. Aufgrund eines Fahrfehlers seitens Pole-Setter Shinji Nakano bei der ersten Kurve konnte vorerst Tristan Gommendy in der #99 sich die Führung holen. Die Führung wurde jedoch nach einem Safety-Car von 9 Sekunden auf ein paar Zentel verkürzt und der Wagen #99 verlor nach einem Batterieproblem beim zweiten Boxenstopp viel Zeit.
DC Racing konnte sich im Ligier JS P3 den dritten Platz sichern, die beiden anderen LMP3-Wagen von Team AAI schieden jedoch aus. 
In der GT-Klasse konnte sich Clearwater Racing den Sieg nach einem konstanten Rennen sichern.

## Ergebnisse

### Schlussklassement
| 1           | LMP2 | 8  | Race Performance   | Shinji Nakano Nicolas Leutwiler                | Oreca 03R         | 70 |
| 2           | GT   | 3  | Clearwater Racing  | Rob Bell Weng Sun Mok Keita Sawa               | McLaren 650S GT3  | 69 |
| 3           | LMP3 | 1  | DC Racing          | David Cheng Ho-Pin Tung                        | Ligier JS P3      | 69 |
| 4           | GT   | 38 | Spirit of Race     | Nasrat Muzayyin Rui Aguas                      | Ferrari 458 GT3   | 68 |
| 5           | GT   | 92 | Team AAI/HubAuto   | Jun-San Chen Shin’ya Hosokawa Hiroki Yoshimoto | BMW Z4 GT3        | 68 |
| 6           | GT   | 7  | ARC Bratislava     | Pierre Kaffer Miroslav Konôpka                 | Audi R8 LMS Ultra | 68 |
| 7           | GT   | 5  | Absolute Racing    | Brian Lee Alex Yoong Shaun Yoong               | Audi R8 LMS Ultra | 66 |
| 8           | GTAm | 51 | KCMG               | Christian Ried Paul Ip James Munro             | Porsche GT3 Cup   | 65 |
| 9           | GT   | 27 | Nexus Infinity     | Joshua Hunt Dominic Ang                        | Ferrari 458 GT3   | 64 |
| 10          | LMP2 | 99 | Eurasia Motorsport | Tristan Gommendy William Lok Kim Jeong Tae     | Oreca 03          | 62 |
| Ausgefallen |      |    |                    |                                                |                   |    |
| 11          | LMP3 | 89 | Team AAI           | Masataka Yanagida Terry Fang Takamitsu Matsui  | Adess 03          | 48 |
| 12          | LMP3 | 88 | Team AAI           | Tatsuya Tanigawa Ryohei Sakaguchi              | Adess 03          | 6  |
| 13          | GT   | 91 | Team AAI           | Ollie Millroy Kevin Chen Yukinori Taniguchi    | BMW Z4 GT3        | 2  |

### Nur in der Meldeliste
Zu diesem Rennen sind keine weiteren Meldungen bekannt.

### Klassensieger
| Klasse | Fahrer         | Fahrer            | Fahrer      | Fahrzeug            | Platzierung im Gesamtklassement |
| ------ | -------------- | ----------------- | ----------- | ------------------- | ------------------------------- |
| LMP2   | Shinji Nakano  | Nicolas Leutwiler |             | Oreca 03R Judd      | Gesamtsieg                      |
| GT     | Rob Bell       | Weng Sun Mok      | Keita Sawa  | McLaren 650S GT3    | Rang 2                          |
| LMP3   | David Cheng    | Ho-Pin Tung       |             | Ligier JS P3 Nissan | Rang 3                          |
| GTAm   | Christian Ried | Paul Ip           | James Munro | Porsche GT3 Cup     | Rang 8                          |

### Renndaten
- Gemeldet: 13
- Gestartet: 13
- Gewertet: 10
- Rennklassen: 4
- Zuschauer: unbekannt
- Wetter am Renntag: unbekannt
- Streckenlänge: 4,563 km
- Fahrzeit des Siegerteams: 2:00:48.837 Stunden
- Gesamtrunden des Siegerteams: 70
- Gesamtdistanz des Siegerteams: 319.410 km
- Siegerschnitt: 158.600 km/h
- Pole Position: Shinji Nakano – Oreca 03R Judd(#8)
- Schnellste Rennrunde: unbekannt
- Rennserie: 1. Lauf der Asian Le Mans Series 2015